# Паньківка (Луганський район)
Панькі́вка — село в Україні, у Луганській міській громаді Луганського району Луганської області. Населення становить 34 особи.

## Історія
До 1917 року — Катеринославська губернія, Слов'яносербський повіт, Веселогорівська волость. Лютеранський хутір. Лютеранська прихід Ростов-Луганськ.
7 (20) листопада 1917 року, відповідно до Третього Універсалу Української Центральної Ради, увійшло до складу Української Народної Республіки.  

## Населення
За статистичними даними 1905 року населення села становило 40 осіб.
За даними перепису 2001 року населення села становило 34 особи, з них 76,47 % зазначили рідною українську мову, а 23,53 % — російську.